# Bio Sidus
Bio Sidus é uma empresa farmacêutica argentina, dedicada à produção de medicamentos através de tecnologias de ponta. Ganhou o Prêmio Konex 2008 para instituições de investigação científica e tecnológica.